# Neobisium
Neobisium är ett släkte av spindeldjur. Neobisium ingår i familjen helplåtklokrypare.

## Dottertaxa tillNeobisium, i alfabetisk ordning[1][2]
- Neobisium abeillei
- Neobisium absoloni
- Neobisium actuarium
- Neobisium aelleni
- Neobisium agnolettii
- Neobisium alae
- Neobisium albanicum
- Neobisium albanorum
- Neobisium algericum
- Neobisium alticola
- Neobisium anatolicum
- Neobisium apuanicum
- Neobisium atlasense
- Neobisium auberti
- Neobisium aueri
- Neobisium babinzub
- Neobisium babusnicae
- Neobisium balazuci
- Neobisium battonii
- Neobisium beieri
- Neobisium bernardi
- Neobisium beroni
- Neobisium bessoni
- Neobisium biharicum
- Neobisium birsteini
- Neobisium blothroides
- Neobisium bolivari
- Neobisium boneti
- Neobisium bosnicum
- Neobisium boui
- Neobisium breuili
- Neobisium brevidigitatum
- Neobisium brevimanum
- Neobisium brevipes
- Neobisium bucegicum
- Neobisium bulgaricum
- Neobisium caecum
- Neobisium caporiaccoi
- Neobisium carcinoides
- Neobisium carinthiacum
- Neobisium carnae
- Neobisium carpaticum
- Neobisium carpenteri
- Neobisium carsicum
- Neobisium casalei
- Neobisium cavernarum
- Neobisium cephalonicum
- Neobisium cerrutii
- Neobisium cervelloi
- Neobisium chaimweizmanni
- Neobisium chironomum
- Neobisium closanicum
- Neobisium coiffaiti
- Neobisium corcyraeum
- Neobisium crassifemoratum
- Neobisium creticum
- Neobisium cristatum
- Neobisium dalmatinum
- Neobisium davidbengurioni
- Neobisium delphinaticum
- Neobisium deschmanni
- Neobisium dinaricum
- Neobisium distinctum
- Neobisium doderoi
- Neobisium dolicodactylum
- Neobisium dolomiticum
- Neobisium dumitrescoae
- Neobisium elegans
- Neobisium epirensis
- Neobisium erythrodactylum
- Neobisium fiscelli
- Neobisium fuscimanum
- Neobisium gaditanum
- Neobisium galeatum
- Neobisium gentile
- Neobisium georgecastriotae
- Neobisium geronense
- Neobisium gineti
- Neobisium goldameirae
- Neobisium golemanskyi
- Neobisium golovatchi
- Neobisium gomezi
- Neobisium gracile
- Neobisium gracilipalpe
- Neobisium granulatum
- Neobisium granulosum
- Neobisium hadzii
- Neobisium hellenum
- Neobisium helveticum
- Neobisium henroti
- Neobisium hermanni
- Neobisium heros
- Neobisium hians
- Neobisium hiberum
- Neobisium hypochthon
- Neobisium imbecillum
- Neobisium improcerum
- Neobisium inaequale
- Neobisium incertum
- Neobisium infernum
- Neobisium insulare
- Neobisium intermedium
- Neobisium intractabile
- Neobisium ischyrum
- Neobisium jeanneli
- Neobisium juberthiei
- Neobisium jugorum
- Neobisium karamani
- Neobisium kobachidzei
- Neobisium korabense
- Neobisium kosswigi
- Neobisium kwartirnikovi
- Neobisium labinskyi
- Neobisium latens
- Neobisium leruthi
- Neobisium lethaeum
- Neobisium ligusticum
- Neobisium longidigitatum
- Neobisium lulense
- Neobisium macrodactylum
- Neobisium maderi
- Neobisium mahnerti
- Neobisium maksimtodorovici
- Neobisium marcchagalli
- Neobisium maritimum
- Neobisium maroccanum
- Neobisium martae
- Neobisium maxbeieri
- Neobisium maxvachoni
- Neobisium mendelssohni
- Neobisium minimum
- Neobisium minutum
- Neobisium monasterii
- Neobisium moreoticum
- Neobisium navaricum
- Neobisium nemorense
- Neobisium nivale
- Neobisium nonidezi
- Neobisium noricum
- Neobisium occultum
- Neobisium odysseum
- Neobisium oenotricum
- Neobisium ohridanum
- Neobisium osellai
- Neobisium pacei
- Neobisium pangaeum
- Neobisium parasimile
- Neobisium patrizii
- Neobisium paucedentatum
- Neobisium pauperculum
- Neobisium peloponnesiacum
- Neobisium peruni
- Neobisium peyerimhoffi
- Neobisium phaeacum
- Neobisium phineum
- Neobisium phitosi
- Neobisium piquerae
- Neobisium polonicum
- Neobisium praecipuum
- Neobisium primitivum
- Neobisium princeps
- Neobisium pusillum
- Neobisium pyrenaicum
- Neobisium reductum
- Neobisium reimoseri
- Neobisium reitteri
- Neobisium remyi
- Neobisium ressli
- Neobisium rhodium
- Neobisium robustum
- Neobisium rodrigoi
- Neobisium ruffoi
- Neobisium sakadzhianum
- Neobisium samniticum
- Neobisium sardoum
- Neobisium sbordonii
- Neobisium schawalleri
- Neobisium schenkeli
- Neobisium seminudum
- Neobisium settei
- Neobisium simargli
- Neobisium simile
- Neobisium simoni
- Neobisium simonioides
- Neobisium slovacum
- Neobisium spelaeum
- Neobisium speleophilum
- Neobisium speluncarium
- Neobisium spilianum
- Neobisium stankovici
- Neobisium staudacheri
- Neobisium stitkovense
- Neobisium strausaki
- Neobisium stribogi
- Neobisium stygium
- Neobisium sublaeve
- Neobisium svetovidi
- Neobisium sylvaticum
- Neobisium tantaleum
- Neobisium tarae
- Neobisium temniskovae
- Neobisium tenebrarum
- Neobisium tenuipalpe
- Neobisium theisianum
- Neobisium torrei
- Neobisium trentinum
- Neobisium tuzetae
- Neobisium tzarsamueli
- Neobisium umbratile
- Neobisium usudi
- Neobisium vachoni
- Neobisium validum
- Neobisium vasconicum
- Neobisium velebiticum
- Neobisium ventalloi
- Neobisium verae
- Neobisium vilcekii
- Neobisium vjetrenicae
- Neobisium vladimirpantici
- Neobisium zoiai